# Romeo Djoumessi
Romeo Djoumessi (ur. 28 czerwca 1994) – kameruński zapaśnik walczący w stylu wolnym. Zajął 37 miejsce na mistrzostwach świata w 2011. Brązowy medalista mistrzostw Afryki w 2013 roku.